# Novantinoe lezamai
Novantinoe lezamai là một loài bọ cánh cứng trong họ Cerambycidae.